# Megasurcula tremperiana
Megasurcula tremperiana é uma espécie de gastrópode do gênero Megasurcula, pertencente a família Pseudomelatomidae.